# 張文儀
張文儀（1948年11月15日—2022年6月15日），台灣企業家及政治人物，曾代表中國國民黨當選為第二、三、四屆立法委員。
張文儀在1997年2月擔任順大裕董事長期間，涉嫌與廣三集團總裁曾正仁違法炒作股票及進行內線交易，被法務部調查局台中市調查站移送法辦，1999年11月被依違反《證券交易法》起訴，2004年9月被台中高分院判處有期徒刑1年定案。但張文儀在判刑前潛逃出境，在同年12月31日被台中地檢署發布通緝。2007年8月初在澳門機場被補，解送返台歸案。
2009年7月30日，張文儀被中華民國最高法院依違反《證券交易法》等罪，判刑六年、褫奪公權三年定讞。
2022年6月15日於家中逝世，享壽74歲。